# Nikão
Maycon Vinicius Ferreira da Cruz, meglio noto come Nikão (Belo Horizonte, 29 luglio 1992), è un calciatore brasiliano, centrocampista del Guangdong Guangzhou Bao.

## Caratteristiche tecniche
Trequartista, può giocare come esterno d'attacco su entrambe le fasce.

## Palmarès

### Competizioni statali
- Campionato Cearense: 1

Ceará: 2014
- Campionato Paranaense: 4

Athletico Paranaense: 2016, 2018, 2019, 2020

### Competizioni internazionali
- Coppa Sudamericana: 2

Athletico Paranaense: 2018, 2021
- J.League Cup / Copa Sudamericana Championship: 1

Athletico Paranaense: 2019

### Competizioni nazionali
- Coppa del Brasile: 1

Athletico Paranaense: 2019
- Supercoppa del Brasile: 1

San Paolo: 2024